# Ribeira Grande, Kap Verde
Ribeira Grande är en kommunhuvudort i Kap Verde.   Den ligger i kommunen Ribeira Grande, i den nordvästra delen av landet, 300 km nordväst om huvudstaden Praia. Ribeira Grande ligger 230 meter över havet och antalet invånare är 2 950. Den ligger på ön Santo Antão.
Terrängen runt Ribeira Grande är varierad. Havet är nära Ribeira Grande åt nordost. Närmaste större samhälle är Porto Novo, 18,4 km söder om Ribeira Grande. 
Trakten runt Ribeira Grande består till största delen av jordbruksmark. Runt Ribeira Grande är det ganska tätbefolkat, med 62 invånare per kvadratkilometer.